# NGC 5205
NGC 5205 is een spiraalvormig sterrenstelsel in het sterrenbeeld Grote Beer. Het hemelobject werd op 18 mei 1887 ontdekt door de Amerikaanse astronoom Lewis A. Swift.

## Synoniemen
- UGC 8501
- MCG 11-17-3
- ZWG 316.17
- IRAS 13283+6245
- PGC 47425